# ممر غابة البحر

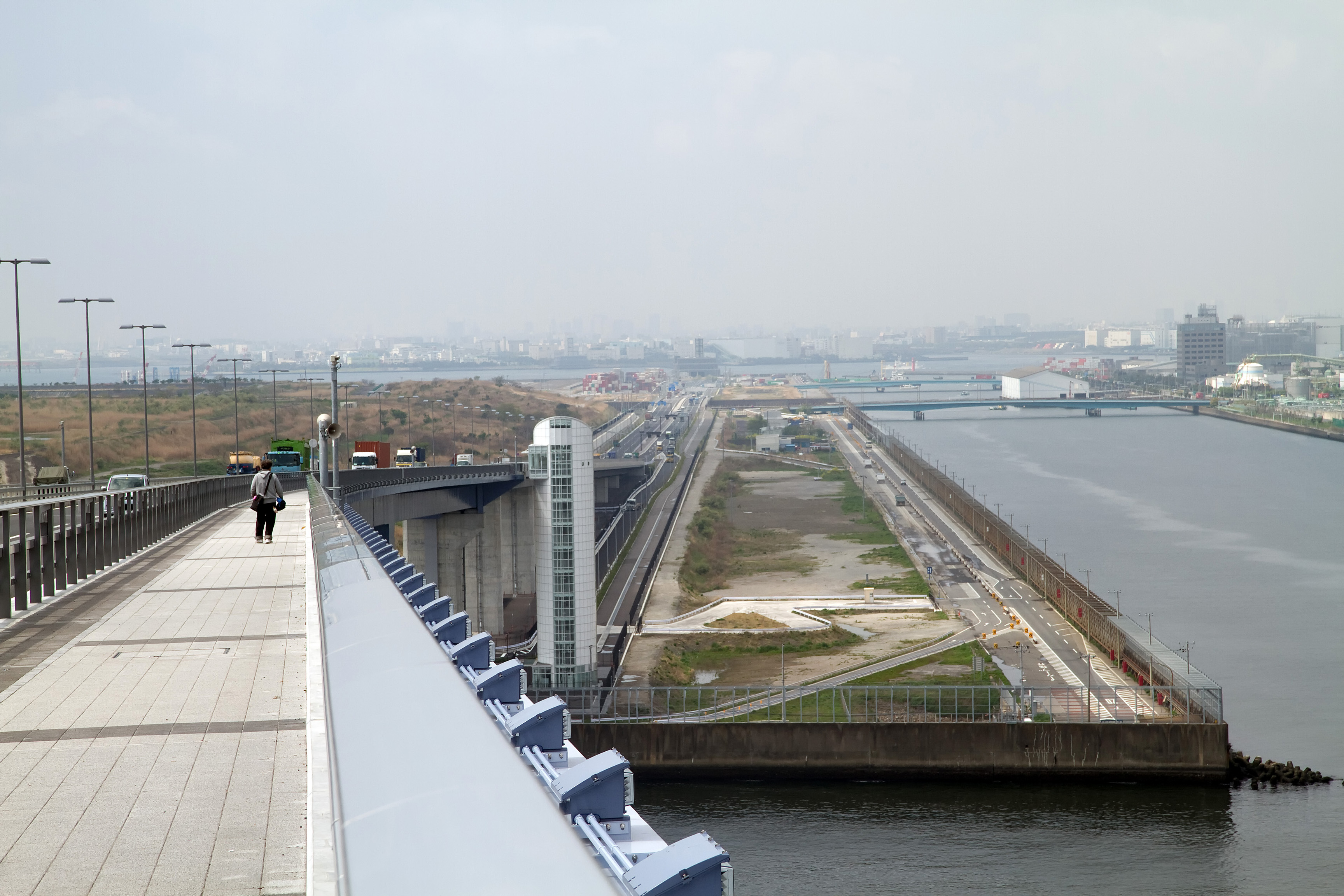

يعتبر ممر غابة البحر (باللغة اليابانية 海 の 森 水上 競技場) مركز سباق القوارب سواء لمنافسات التجديف والكانوي السريع ، ويقع في Odaiba ، خليج طوكيو ، في اليابان.
تم بناء المكان لدورة الألعاب الأولمبية الصيفية 2020 وألعاب المعاقين . تم افتتاحه في يونيو 2019 وتم بناؤه من قبل حكومة طوكيو متروبوليتان على موقع الواجهة البحرية. يحتوي المرفق على مدرج دائم يتسع لـ 2000 مقعد بالإضافة إلى مساحة لمدرج مؤقت لـ 14000 متفرج إضافي للأحداث الأولمبية. 
يتم فصل المسار (الممر) عن خليج طوكيو بواسطة السدود في نهاية كل مسار. يتم الاحتفاظ بالمياه على عمق ثابت يبلغ حوالي 6 متر (20 قدم) بالسدود في نهاية كل ممر. المسار طوله 2,335 متر (7,661 قدم) وعرضه 198 متر (650 قدم). يبلغ عرض كل خط تقريبا 12.5 متر (41 قدم). حيث يتوفر 8 خطوط. 